# Idrogenosolfato di sodio
L'idrogenosolfato di sodio (o bisolfato di sodio o  solfato acido di sodio) è un sale di sodio dell'acido solforico.
A temperatura ambiente si presenta come un solido incolore o bianco inodore. È un composto irritante. Tramite pirolisi permette di ottenere anidride solforica.
Può essere prodotto industrialmente dalla reazione a caldo tra il cloruro di sodio solido e l'acido solforico con sviluppo di acido cloridrico, avendo cura di non superare i 150 °C. Oltre questa temperatura infatti, si ha la formazione di solfato di sodio e parziale decomposizione dell'acido solforico in acido solfidrico ed anidride solforosa.
Il bisolfato di sodio viene usato in alcuni prodotti per piscine per ridurre e tamponare il pH.